# Jun Ye-jin
Jun Ye-jin (Koreaans: 전예진) is een schaatsster uit Zuid-Korea.
Ye-Jin startte in seizoen 2014-15 op de wereldbekerwedstrijden, en haalde daar tweemaal een bronzen medaille op de massastart.
In 2018 nam ze deel aan de Wereldkampioenschappen schaatsen allround 2018.

## Records
| Afstand    | Tijd    | Datum             | Baan    |
| ---------- | ------- | ----------------- | ------- |
| 500 meter  | 42.39   | 29 december 2017  | Seoul   |
| 1000 meter | 1:21.01 | 7 september 2013  | Calgary |
| 1500 meter | 2:00.55 | 20 september 2013 | Calgary |
| 3000 meter | 4:09.55 | 21 september 2013 | Calgary |
| 5000 meter | 7:19.58 | 27 september 2014 | Calgary |